# A.P. Weis
Andreas Peter Weis (født 30. oktober 1851 i København, død 8. september 1935 i Gentofte) var en dansk embedsmand, søn af Carl Mettus Weis.
Weis blev student fra Schneekloths Skole i 1871, cand.jur. fra Københavns Universitet i 1877, 1879 assistent i kultusministeriet, samtidig 1880—88 assistent ved Kobberstiksamlingen, 1888 fuldmægtig, 1892 kontorchef, 1909—13 konstitueret chef for Det Kongelige Teater, 1912—21 departementschef i Kultusministeriet, 1921 administrator ved Kunstakademiet. I sin gerning i Kultusministeriet trak Weis navnlig et stort læs under forarbejderne til Skoleloven af 24. marts 1899; at hele den ældre indviklede lønningsordning (tiende, nannest og andre) blev afløst af et på mere moderne principper bygget system med stigende pengeløn, skyldes for en væsentlig del Weis medlem af statens komité til understøttelse af bogsamlinger og af direktionen for de forenede skoler. Sammen med H. Hage udgav Weis De gældende Retsregler for det højere Skolevæsen i Danmark. En systematisk og kronologisk Haandbog (I—II, 1891), som departementschef Meddelelser angaaende de højere Almenskoler i Danmark for skoleårene 1912-21 (1914-22, for årene 1917-21 sammen med Kai Glahn). Som teaterchef virkede Weis med Karl Mantzius som direktør; særlig duumviratets første sæsoner — "Gyldenaaret" — syntes at varsle bedre tider for Det Kongelige Teater; i øvrigt slog Weis kraftigt til lyd for indførelsen af en talescene. Selv kunstnerisk begavet har Weis spillet en fremtrædende rolle i dansk kunstliv. Han stod Julius Lange nær og var Carl Jacobsens fortrolige ven og rådgiver, var derfor også aktivt medlem af komiteen til ordningen af Ny Carlsberg Glyptoteks bygnings- og bestyrelsesforhold, medlem af bestyrelsen både for Ny Carlsberg Glyptotek — en tid lang også formand — og for Ny Carlsbergfondet. Også i ordningen af den Hirschsprungske Samlings forhold, særlig ved dens overgang til staten, tog Weis betydelig del. Hans musikalske interesser skaffede ham sæde i bestyrelsen for forskellige musikalske foreninger i København; 1910 blev Weis Kultusministeriets delegerede i Det Kongelige Danske Musikkonservatorium. Hans ministerielle stilling medførte tillige, at han fik sæde i en række udvalg vedrørende universitets- og museumsforhold med mere.